# La Faille (film, 2007)
« Fracture (film) » redirige ici. Pour les autres films, voir Fracture (homonymie).
Pour les articles homonymes, voir La Faille.
Pour plus de détails, voir Fiche technique et Distribution.
La Faille ou Fracture au Québec (Fracture) est un film de procès américain réalisé par Gregory Hoblit, sorti en 2007.

## Synopsis
Lorsque Teodore « Ted » Crawford (Anthony Hopkins) apprend que sa jeune épouse Jennifer (Embeth Davidtz) le trompe, il décide de la tuer à leur domicile, en lui tirant une balle dans la tête à bout portant. La balle reste dans le crâne, sa femme tombe dans le coma. Alertée par les jardiniers, la police boucle le secteur et l'inspecteur Robert « Rob » Nunally (Billy Burke), négociateur, va à la rencontre de Ted. Ce dernier reconnaît les faits et l'inspecteur découvre avec horreur que la victime est la femme avec qui il entretenait secrètement une liaison. Ted est arrêté. Il passe aux aveux.
Il décide de se défendre lui-même à son procès. Il fait face à William « Willy » Beachum (Ryan Gosling), jeune procureur adjoint ambitieux sur le point d'intégrer un prestigieux cabinet d'avocats. L'affaire, apparemment simple, s'avère en réalité pleine de rebondissements. Car Ted a savamment préparé son coup ; une arme est retrouvée, mais ce n'est pas celle qui a été utilisée pour tirer. De plus, il révèle lors du procès, après le témoignage du policier négociateur, que ce dernier était l'amant de sa femme, ce qui invalide les aveux. Le procès est reporté. Lors de la nouvelle audience, Ted est acquitté grâce à l'absence de nouvelle preuve. Il demande alors, comme la loi l'y autorise, que sa femme ne soit plus maintenue en survie artificielle et signe l'arrêt des soins.
William refuse d'oublier l'affaire, et finit par comprendre que Ted a remplacé son arme par celle du policier Robert Nunally. Dès lors, William peut demander que la balle, restée dans la tête de la femme, soit récupérée, et que l'arme soit identifiée. Ted pense être sorti d'affaire puisqu'on ne peut pas juger deux fois une affaire. William lui annonce que, sa femme étant décédée, un nouveau procès peut avoir lieu car le motif d'accusation change : de tentative de meurtre, on bascule vers meurtre.

## Fiche technique
- Titre français : La Faille
- Titre original : Fracture
- Titre québécois : Fracture
- Réalisation : Gregory Hoblit
- Scénario : Daniel Pyne et Glenn Gers
- Production : Charles Weinstock
- Musique : Jeff Danna et Mychael Danna
- Photographie : Kramer Morgenthau (en)
- Montage : David Rosenbloom
- Décors : Paul Eads
- Costumes : Elisabetta Beraldo
- Société de production : Castle Rock Entertainment, Weinstock Entertainment, M7 Filmproduktion
- Société de distribution : New Line Cinema
- Pays d'origine : États-Unis
- Format : couleurs - 2,35:1 - DTS / Dolby Digital / SDDS - 35 mm
- Genre : Thriller
- Durée : 112 minutes
- Date de sortie[1] :
- États-Unis :20 avril 2007
- France : 9 mai 2007

## Distribution
- Anthony Hopkins (VF : Jean-Pierre Moulin - VQ : Vincent Davy) : Teodore « Ted » Crawford
- Ryan Gosling (VF : Alexandre Gillet - VQ : Frédéric Paquet) : William « Willy » Beachum, procureur adjoint
- David Strathairn (VF : François Dunoyer- VQ : Jacques Lavallée) : Joe Lobruto
- Rosamund Pike (VF : Catherine Le Hénan - VQ : Catherine Proulx-Lemay) : Nikki Gardner
- Embeth Davidtz (VF : Catherine Hamilty - VQ : Hélène Mondoux) : Jennifer Crawford, épouse de Ted
- Billy Burke (VF : Thierry Ragueneau - VQ : Gilbert Lachance) : Robert « Rob » Nunally, inspecteur de police négociateur, amant de Jennifer
- Cliff Curtis (VF : Mathieu Buscatto - VQ : Daniel Picard) : l'inspecteur Flores
- Fiona Shaw (VF : Déborah Perret - VQ : Élise Bertrand) : le juge Robinson
- Bob Gunton (VF : Pierre Dourlens - VQ : Luis de Cespedes) : le juge Frank Gardner
- Xander Berkeley : le juge Moran
- Zoe Kazan : Mona
- Gary Cervantes : Ciro (crédité Carlos Cervantes)
- Petrea Burchard (en) : docteur Marion Kang
- Josh Stamberg : Norman Foster

## Autour du film
- La voiture de Teodore « Ted » Crawford est une Porsche Carrera GT.